# حمدین صباحی
حمدین عبدالعاطی عبدالمقصود صباحی (به عربی: حمدين عبد العاطي عبد المقصود صباحي) (زاده ۵ ژوئیه ۱۹۵۴) سیاستمدار و روزنامه‌نگار چپ‌گرای مصری است. وی در دوران حکومت انور سادات و حسنی مبارک ۱۷ بار زندانی شد و از فعالان انقلاب ۲۰۱۱ مصر بود. صباحی در انتخابات ریاست‌جمهوری مصر (۲۰۱۲) با ۲۱٫۵ درصد آراء در رتبه سوم قرار گرفت. رای قابل توجه صباحی بدون اینکه حزب مهمی از او حمایت کرده باشد شگفتی کارشناسان سیاسی را برانگیخت. حسنی مبارک رئیس‌جمهور مخلوع مصر از کاندید شدن مجدد وی برای انتخابات ریاست‌جمهوری مصر (۲۰۱۴) انتقاد کرده است. حمدین صباحی نیز همچون عبدالفتاح سیسی چندی پس از کاندیداتوری اعلام کرد: «اگر در انتخابات ریاست جمهوری آتی مصر پیروز شوم اخوان المسلمین هیچ جایگاهی در کشور نخواهند داشت.» صباحی در ۵، ۶ و ۷ خرداد ۱۳۹۳ (۲۶، ۲۷ و ۲۸ مه ۲۰۱۴ میلادی)، برای تصدی ریاست جمهوری مصر با عبدالفتاح سیسی رقابت کرد و از وی شکست خورد.

## فعالیت سیاسی
در سال ۲۰۰۸، او اولین نماینده مجلس مصر بود که خواستار توقف صادرات گاز به اسرائیل شد. در همان سال، صباحی اولین قانون‌گذار مصری بود که محاصره اسرائیل بر غزه را شکست و وارد نوار غزه محاصره‌شده شد و با رهبران حماس دیدار کرد تا حمایت مردم مصر از فلسطینی‌ها را اعلام کند. او به آن‌ها گفت که مردم مصر تا آزادی تمام سرزمین‌های فلسطینی در کنار آن‌ها خواهند ایستاد و حمایت خود را از حماس و دیگر گروه‌های مقاومت فلسطینی تأکید کرد.

## دیدگاه‌ها

حمدین صباحی در جریان یک تجمع انتخاباتی در سال ۲۰۱۲

### تأکید بر ضرورت بازگشت روابط بین مصر و ایران
دفتر حفاظت از منافع ایران در قاهره مراسم گسترده‌ای به مناسبت چهل و پنجمین سالگرد پیروزی انقلاب اسلامی ایران برگزار کرد. صباحی در این مراسم شرکت کرد. وی در مصاحبه با شبکه العالم گفت: «روابط مصر و ایران نه تنها به سود دو کشور، بلکه به نفع کل ملت عرب است. این روابط همچنین به نفع مثلث مصر، ایران و ترکیه است که من آن را قلب جهان اسلام می‌نامم و بهبود روابط یک ضرورت است.»

### حزب‌الله
صباحی در سال ۲۰۰۶، در جریان حمله اسرائیل به لبنان از حزب‌الله لبنان حمایت کرد.
صباحی در گفتگو با شبکه المیادین اظهار داشت: «شهید سید حسن نصرالله ستون محور مقاومت بود و از دست دادن او درد بزرگی بوده و پر کردن خلأ ایشان مستلزم یک دوره زمانی است. شهید سید حسن نصرالله به امت اسلامی در برابر دشمنان قدرت بازدارندگی داد و آزادسازی سرزمین و تحقق پیروزی‌ها، از دستاوردهای ایشان بود. شهید نصرالله همچنین با عزم و اراده خود ظلم و استکبار صهیونیستی ـ آمریکایی را به چالش کشید. شهید سید حسن نصرالله انتخاب امت اسلامی بود و به یک نماد تبدیل شد. تا زمانی که ملت‌های عربی هستند و تا زمانی که هنوز کسانی هستند که به کرامت انسانی اهمیت می‌دهند و از رویکرد شهید نصرالله در راه آزادی فلسطین پیروی می‌کنند، ایشان در میان ما باقی خواهد ماند. مصری‌ها بسیار شهید نصرالله را دوست داشتند و ایشان از معدود کسانی بود که ملت مصر بعد از سال ۲۰۰۶ عکس‌هایش را در میادین و دانشگاه الازهر نصب کرده بودند. همچنین مصر هم در قلب شهید نصرالله و ذهن ایشان جایگاه بالایی داشت. بعد از پیروزی بزرگ در سال ۲۰۰۶ کل امت اسلامی حول شهید سید حسن نصرالله جمع شدند و عکس او در همه جا بالا رفت. دشمنان مصر دشمنانی هستند که شهید سید حسن نصرالله با آنها مقابله کرد؛ زیرا دشمنی بزرگتر از صهیونیست‌ها برای مصر وجود ندارد.»
وی در ادامه به اشتراکات سید حسن نصرالله و جمال عبدالناصر پرداخته و تأکید کرد: «فلسطین وجه اشتراک بزرگ آنهاست و پرچمی که جمال عبدالناصر برافراشت، پرچمی بود که شهید نصرالله آن را حمل می‌کرد؛ یعنی پرچم آزادی فلسطین. رابطه عربیت با اسلام یک رابطه ناگسستنی بوده و این رابطه در اندیشه جمال عبدالناصر و شهید سید حسن نصرالله روشن بود. آنها همچنین هر دو، دغدغه فقرا، محرومان و مستضعفان را داشتند.»